# Transi du cardinal Jean de La Grange

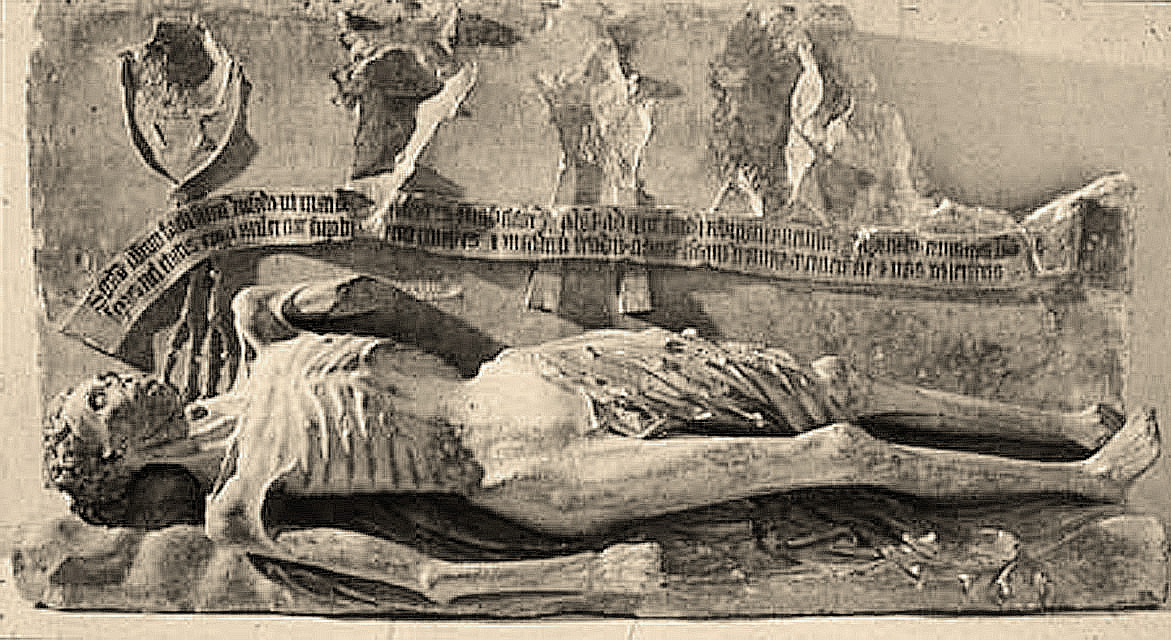
Gisant du cardinal de La Grange, dit Lou Transi, 1403, Avignon, musée du Petit Palais.

Le transi du cardinal Jean de La Grange est un monument funéraire édifié en 1403. Ce transi, est une sculpture importante du gothique international, Elle est conservée à Avignon au musée du Petit Palais. 

## État actuel
Le cardinal Jean de La Grange mourut à Avignon en 1402 et fut inhumé dans le chœur de l'église Saint-Martial d'Avignon. Son transi, sculpté un an après sa mort, est très endommagé, mais un dessin de la fin du XVIIe siècle, conservé à la Bibliothèque du Vatican et la comparaison avec d'autres transis plus tardifs, permet de restituer sa forme originale. Le monument est actuellement conservé à Avignon au musée du Petit Palais.

## Description
La partie principale du monument a été sculptée de face, enchâssée entre deux piliers qui composent l'enveloppe de pierre du monument. Sur la partie basse est représenté un cadavre en décomposition, légèrement tourné vers le haut afin de permettre une vue plus directe, selon le goût macabre de l'expressionnisme du gothique international, conçu pour impressionner les fidèles.
Dans le registre supérieur, surmontant un rouleau où une inscription prévient les mortels de leur destin commun, il y avait quatre têtes représentant divers stades de décomposition. Celles-ci ont été mutilées et il ne reste que des traces des bas-reliefs où l'on identifie des chapeaux et autres vêtements qui permettent de reconnaître un cardinal et un pape. Sur le rouleau, un avertissement est inscrit « tu seras bientôt comme moi, un cadavre hideux, pâture des vers  ».

## Violence de la mort
Le thème du memento mori était déjà présent dans l'iconographie du XIVe siècle, avec le dit des trois morts et des trois vifs, ou les danses macabres. 

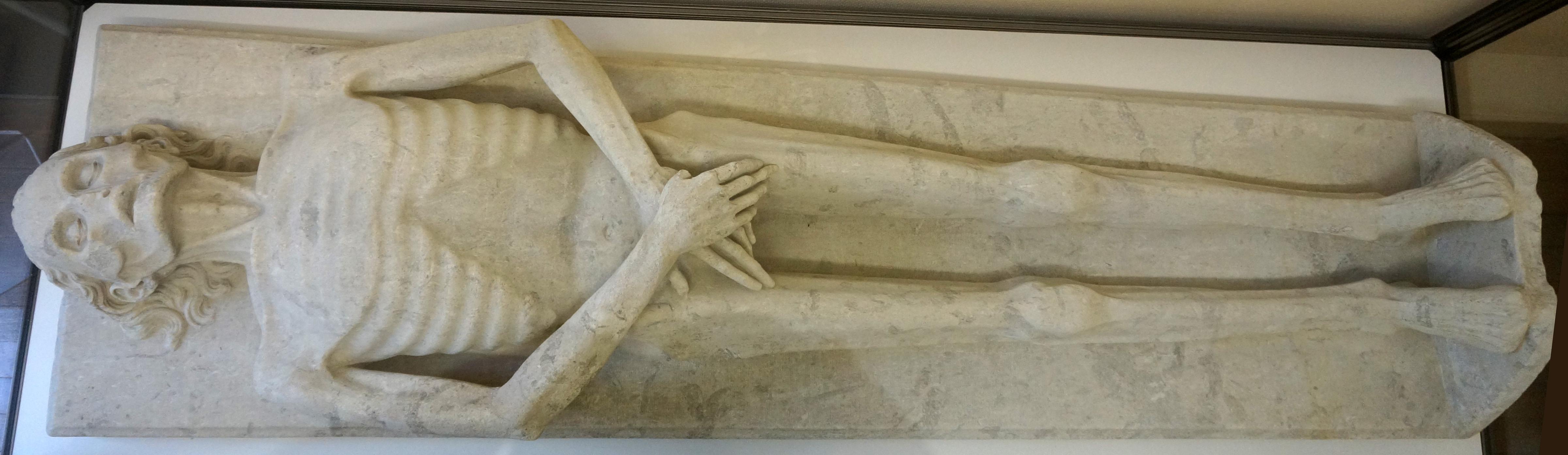
Transi de Guillaume d'Harcigny, 1393, musée d'Art et d'Archéologie de Laon.

Mais ici l'image a une violence réaliste et inusité. C'est l'un des premiers exemples connus de transi dans la sculpture funéraire. Le premier exemple de transi est celui de Guillaume d'Harcigny réalisé après sa mort, en 1393, conservé aujourd'hui au musée d'Art et d'Archéologie de Laon. Avant sa mort, Guillaume d'Harcigny, médecin de Charles VI, avait donné des indications sur son tombeau et avait demandé à être enterré dans le cimetière des Cordeliers. Son testament permet de comprendre l'état d'esprit dans lequel il était. 
Il s'est ensuite propagé dans l'Est de la France tout au long du XVe siècle. Geneviève Bresc-Bauthier, conservateur du musée du Louvre, analyse « Dans le cas du Cardinal de La Grange, nous avons une tombe tout à fait en hauteur. Tout en bas il y a ce transi, ce personnage décharné, au-dessus, il y a le même mais avec sa mitre et sa couronne, là c’est un dessin qui montre l'état du monument avant qu’il soit détruit et au-dessus, une série de scènes qui représentent soit le roi, le duc d'Orléans, […] agenouillés devant la Vierge ou des saints et tout en haut une scène qui évoque les dieux et les saints. Ce premier transi de la sculpture française participe à une scène beaucoup plus importante de la vie éternelle ».